# Mentok Kangri I
Der Mentok Kangri I (oder Mentok I oder Mata) ist ein Berg im indischen Unionsterritorium Ladakh.
Der in der Rupshu-Region im Südosten von Ladakh gelegene 6270 m (nach anderen Quellen 6250, 6277 oder 6343 m) hohe Mentok Kangri I erhebt sich westlich des 4522 m hoch gelegenen Sees Tsomoriri.
3,38 km nordwestlich des Mentok Kangri I liegt der 6210 m hohe Nebengipfel Mentok Kangri II.
Eine Besteigung des Mentok I im Jahr 1993 ist im Himalaya-Index dokumentiert.